# CeBIT

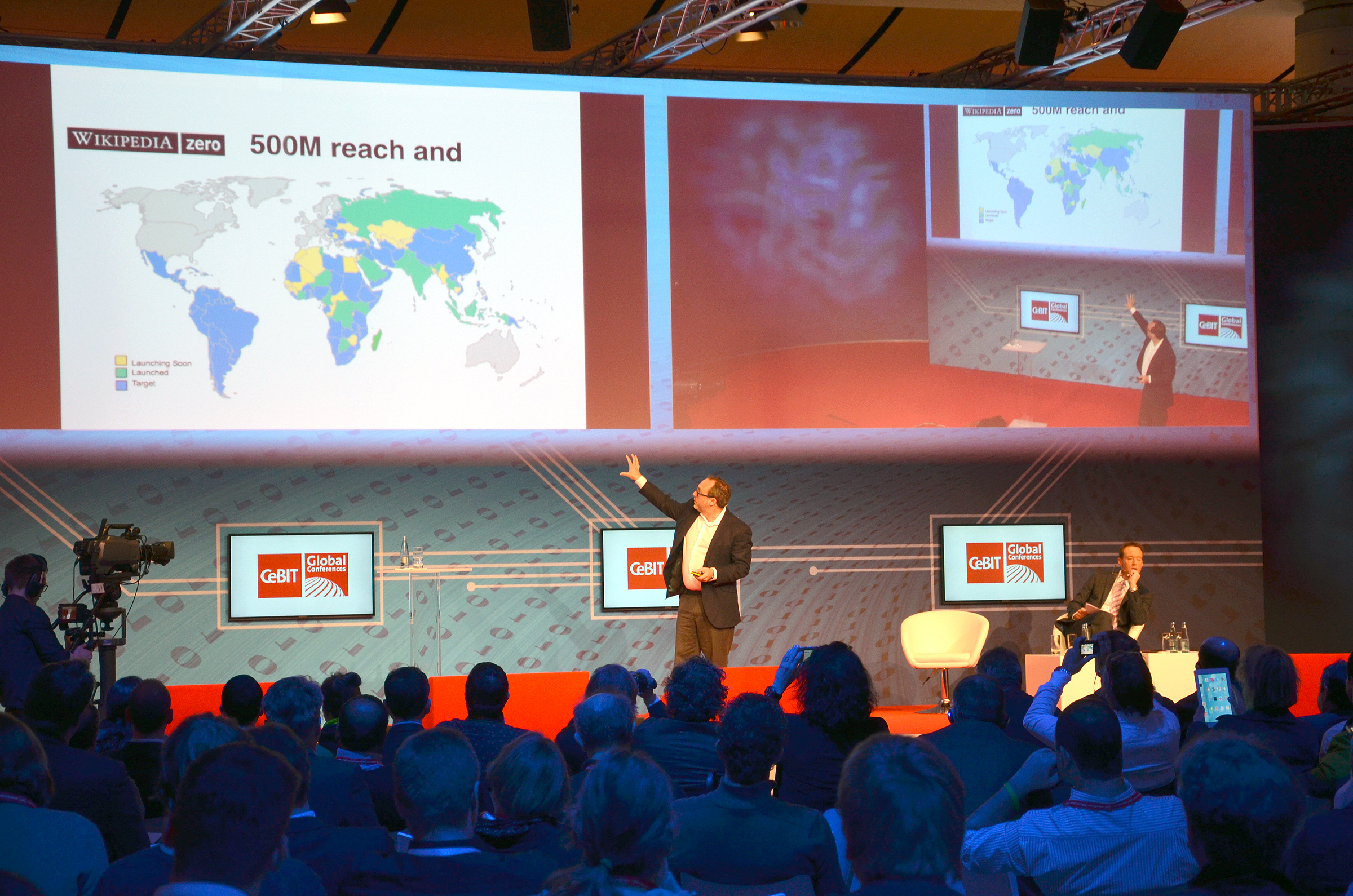
Jimmy Wales em uma conferência global da CeBIT, Wikipedia Zero

A CeBIT (acrônimo: Centrum für Büroautomation, Informationstechnologie und Telekommunikation, lit.  "Centro de Automação de Escritórios, Tecnologia da Informação e Telecomunicações") foi a maior exposição comercial do mundo no domínio dos serviços de telecomunicações digitais e TI. A feira serviu como plataforma para mostrar inovações e os produtos no campo referido, e também para aproximar os potenciais compradores e fornecedores de todo o mundo.
A primeira CeBIT foi organizada em Hanôver, em 1986. Profissionais de bancos, agências governamentais, setores industriais e outros visitantes frequentavam o evento e testemunhavam os novos produtos e inovações no setor das TIC.
O evento era organizado pela Deutsche Messe. A exposição de 2008 atraiu mais de 480.000 visitantes de todo o mundo, e contou com cerca de 6.100 expositores de cerca de 70 países.
Em 28 de novembro de 2018, a Deutsche Messe anunciou que, devido ao declínio da participação de visitantes e expositores, a CeBIT seria cancelada. A última exposição ocorreu de 11 a 15 de junho de 2018.

## Ligações Externas
- Site Oficial do Evento